# Triacanthagyna obscuripennis
Triacanthagyna obscuripennis là loài chuồn chuồn trong họ Aeshnidae. Loài này được Blanchard mô tả khoa học đầu tiên năm 1847.